# Khader Adnan
Khader Adnan Mohammad Musa (àrab: خضر عدنان محمد موسى, Ḫaḍr ʿAdnān Muḥammad Mūsà; Arraba, 24 de març de 1978 - presó d'Ayalon, 2 de maig de 2023) va ser un activista polític i pres palestí que va morir després d'una vaga de fam de 87 dies en protesta pel seu arrest sense judici. Havia estat tancat a la presó fins a dotze vegades sota detenció preventiva, un procediment que permet a l'Estat d'Israel detenir persones per períodes renovables de 6 mesos sense presentar càrrecs ni judici, en base a suposades «activitats que amenacen la seguretat nacional».

Adnan havia estat un portaveu del Gihad Islàmic Palestí (PIJ) a Cisjordània durant la Segona Intifada l'any 2000 fins al 2007. El PIJ és considerat com una organització terrorista per diversos països occidentals a més d'Israel. Tot i que havia estat detingut diverses vegades des de 1999 en base a presumptes activitats en una organització armada, mai no va estar involucrat en la seva branca militar i mai no va ser acusat amb relació a això.

Estergit dedicat a Adnan

El desembre de 2011, Adnan va ser detingut i arrestat en presó preventiva i, l'endemà, per a protestar per les condicions de la seva detenció, va iniciar una vaga de fam. El Servei de Presons de l'Estat d'Israel va acceptar alliberar Adnan el 17 d'abril de 2012 i posar fi a la seva vaga de fam de 66 dies, llavors la més llarga de la història de Palestina.
Adnan va ser detingut per última vegada el 5 de febrer de 2023 i va morir a la presó el 2 de maig, als 45 anys, després d'una vaga de fam de 87 dies arran de la seva dotzena detenció i més de vuit anys acumulats en règim penitenciari.
Quan es va conèixer la notícia de la mort d'Adnan es va convocar una vaga general als territoris ocupats. En resposta als llançaments de coets, els avions de caça israelians van bombardejar punts de Gaza i un home de 58 anys va morir i cinc persones van resultar ferides.